# Scandinavia, Wisconsin
Scandinavia är en by i Waupaca County i delstaten Wisconsin, USA. Befolkningen uppgick till 349 vid folkräkningen år 2000. Den har enligt United States Census Bureau en area på 2,6 km².